# Ophrys feldwegiana
Ophrys feldwegiana är en orkidéart som beskrevs av Brigitte Baumann och Helmut Baumann. Ophrys feldwegiana ingår i ofryssläktet, och familjen orkidéer.
Artens utbredningsområde är Grekland. Inga underarter finns listade i Catalogue of Life.